# Stefano Piani

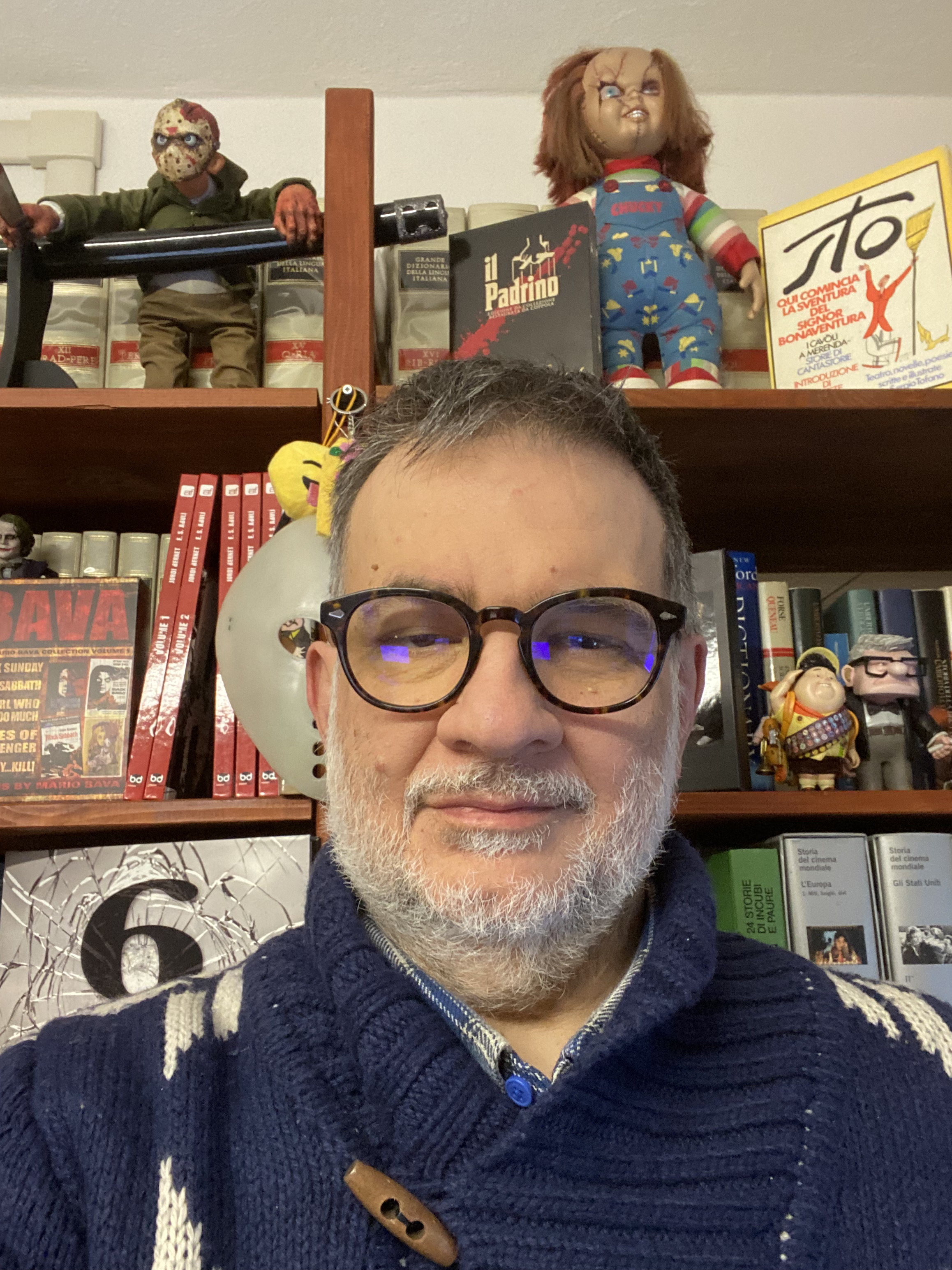
Stefano Piani nel 2023.

Stefano Piani (Imola, 7 ottobre 1965) è un fumettista e sceneggiatore italiano.

## Biografia
Frequenta a Bologna la scuola del fumetto Zio Feininger, dove studia disegno con Andrea Pazienza e Lorenzo Mattotti, e poi la Scuola del Fumetto di Milano. Terminati gli studi, lavora per un certo periodo in pubblicità come vignettista politico per Cuore con Alberto Ostini con lo pseudonimo di "Tike" e, quotidianamente, per il Corriere di Rimini.
Nel 1995 entra nello staff di Nathan Never scrivendo, insieme a Ostini, il n. 54 della serie venendo poi assunto come redattore alla Sergio Bonelli Editore, lavoro che continuerà a svolgere fino al 2002. Nell'arco di 30 anni scrive circa 200 storie per le serie a fumetti Nathan Never, Legs Weaver, Gregory Hunter, Le Paladine, Nick Raider, Agenzia Alfa, Dampyr e Dylan Dog per la Bonelli oltre alla graphic novel Il legionario e storie per la serie PK - Pikappa per la Disney Italia, spaziando dalla fantascienza al poliziesco, e dal comico all'avventura. Nel 2018 ha scritto insieme a Dario Argento il numero 383 di Dylan Dog, intitolato Profondo nero.
Dal 2005 inizia a scrivere per la televisione sceneggiando due puntate della soap opera Incantesimo 8, una di Elisa di Rivombrosa - Capitolo secondo e una di La figlia di Elisa - Ritorno a Rivombrosa. In seguito scrive un adattamento della novella Giro di vite di Henry James per un film per la televisione che ha partecipato, in concorso, al Roma FictionFest 2008 e che è andato in onda con il titolo Il mistero del lago su Canale 5 alla fine del 2008.
Mentre si occupa come head writer e story editor delle prime tre serie italiane di Rex, nel 2009 scrive la sceneggiatura del film per la televisione Gli occhi dell'assassino, insieme a Matthew Faulk e Mark Skeet, una miniserie in due puntate tratta dal romanzo Robinson Crusoe di Daniel Defoe e un film per la televisione intitolato La dama velata. Nel 2009 sceneggia anche una puntata della serie RAI Terra Ribelle. Tra il 2010 e il 2012 sceneggia la serie antologica 6 passi nel giallo. Intanto nel 2011 scrive, insieme a Dario Argento, Antonio Tentori ed Enrique Cerezo, la sceneggiatura del film Dracula 3D del 2012 e tiene un laboratorio di scrittura di fiction televisiva all'Università degli Studi del Molise e uno sulla sceneggiatura seriale all'Accademia Nazionale d'Arte Drammatica "Silvio D'Amico" di Roma. Ad agosto 2011 pubblica inoltre il saggio Scrivere per la TV: la fiction sul volume n. 19 del corso di scrittura "Io Scrivo" del Corriere della Sera. Nel 2013 lavora alla fiction I segreti di Borgo Larici ambientata in Piemonte, nel 1922, durante i mesi che precedono la Marcia su Roma; oltre che essere autore del soggetto di serie, insieme ad Alberto Ostini, è anche lo story editor e sceneggia la prima e la quinta puntata. La serie è andata in onda a partire dal 22 gennaio 2014 su Canale 5. Nel 2016 scrive insieme a Fabrizio Maria Cortese e a Giulia Lusetti la sceneggiatura del film Ho amici in Paradiso. Nel 2020 ha coordinato le sceneggiature e scritto un episodio del film Il cinema non si ferma, regia di Marco Serafini.

## Filmografia

### Cinema
- Dracula 3D, regia di Dario Argento (2012)
- Ho amici in Paradiso, regia di Fabrizio Maria Cortese (2017)
- Il cinema non si ferma, regia di Marco Serafini (2020)

### Televisione

#### Sceneggiatore
- Elisa di Rivombrosa, episodio 2x10 (2005)
- Incantesimo, episodi 8x15, 8x16 (2005)
- La figlia di Elisa - Ritorno a Rivombrosa, episodio 1x07 (2007)
- Rex, episodi 1x01, 1x02, 2x10, 3x03, 3x05 (2008/2010)
- Il mistero del lago, regia di Marco Serafini (2009)
- Negli occhi dell'assassino, regia di Edoardo Margheriti (2009)
- La donna velata, regia di Edoardo Margheriti (2009)
- Terra ribelle, episodio 1x03 (2010)
- Sei passi nel giallo: Presagi, regia di Lamberto Bava (2012)
- Sei passi nel giallo: Sotto protezione, regia di Edoardo Margheriti (2012)
- Sei passi nel giallo: Souvenirs, regia di Edoardo Margheriti (2012)
- Sei passi nel giallo: Gemelle, regia di Roy Bava (2012)
- Sei passi nel giallo: Omidicio su misura, regia di Lamberto Bava (2012)
- Sei passi nel giallo: Vite in ostaggio, regia di Lamberto Bava (2012)
- I segreti di Borgo Larici, episodi 1x01, 1x05 (2013)

#### Head Writer e/o Story Editor
- Il commissario Rex, stagioni 11/13 (2008/2010)
- Sei passi nel giallo (2012)
- I segreti di Borgo Larici (2013)